# Conescharellina striata
Conescharellina striata är en mossdjursart som beskrevs av Silén 1947. Conescharellina striata ingår i släktet Conescharellina och familjen Biporidae. Inga underarter finns listade i Catalogue of Life.